# Erica Håkans
Erica Håkans, född 1983[källa behövs] i Korsholm i Finland, är en finlandssvensk copywriter och författare. Håkans har en fil.mag i engelska och arbetar som copywriter.